# Lengenwang

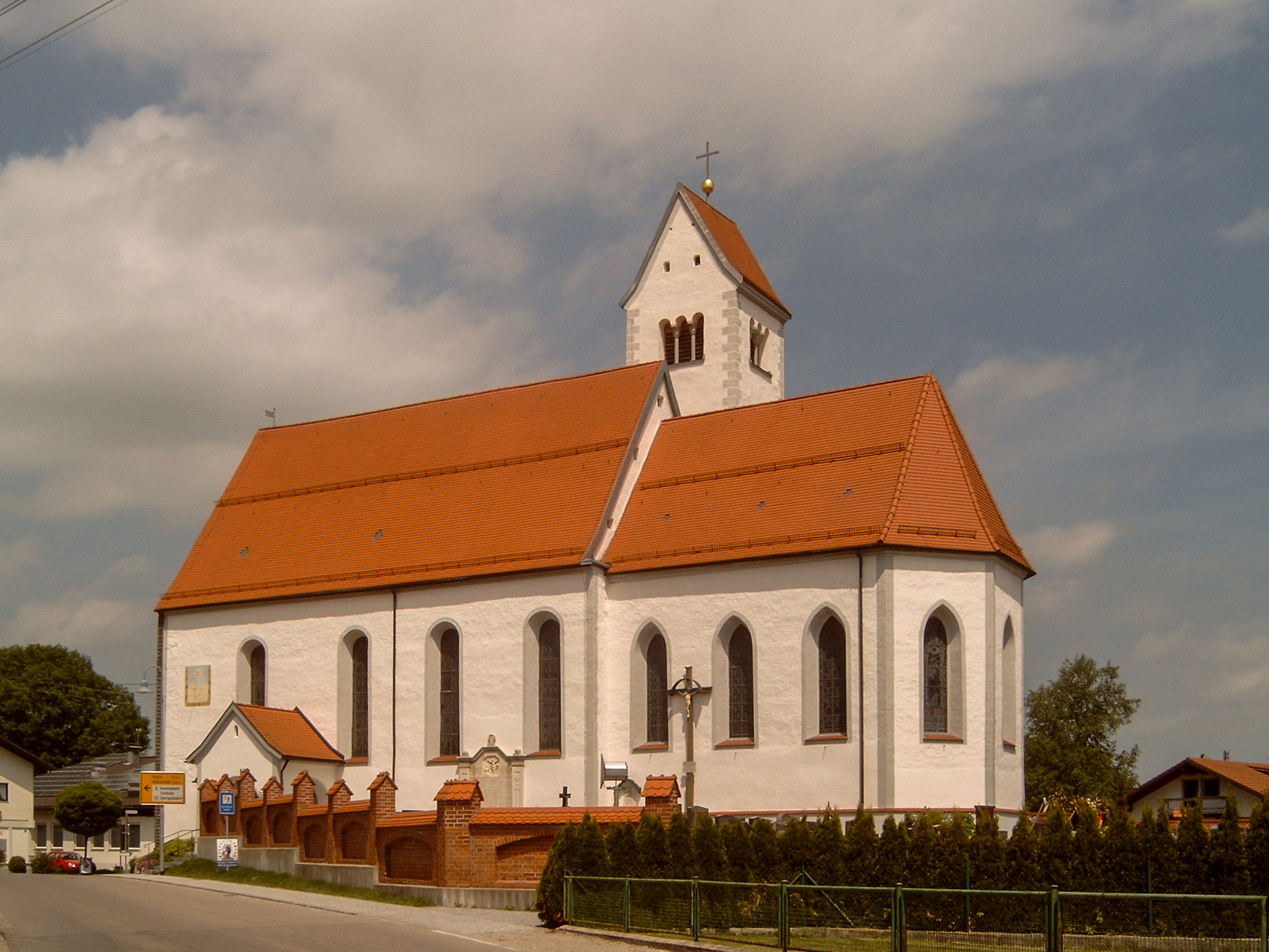
Pfarrkirche St. Wolfgang

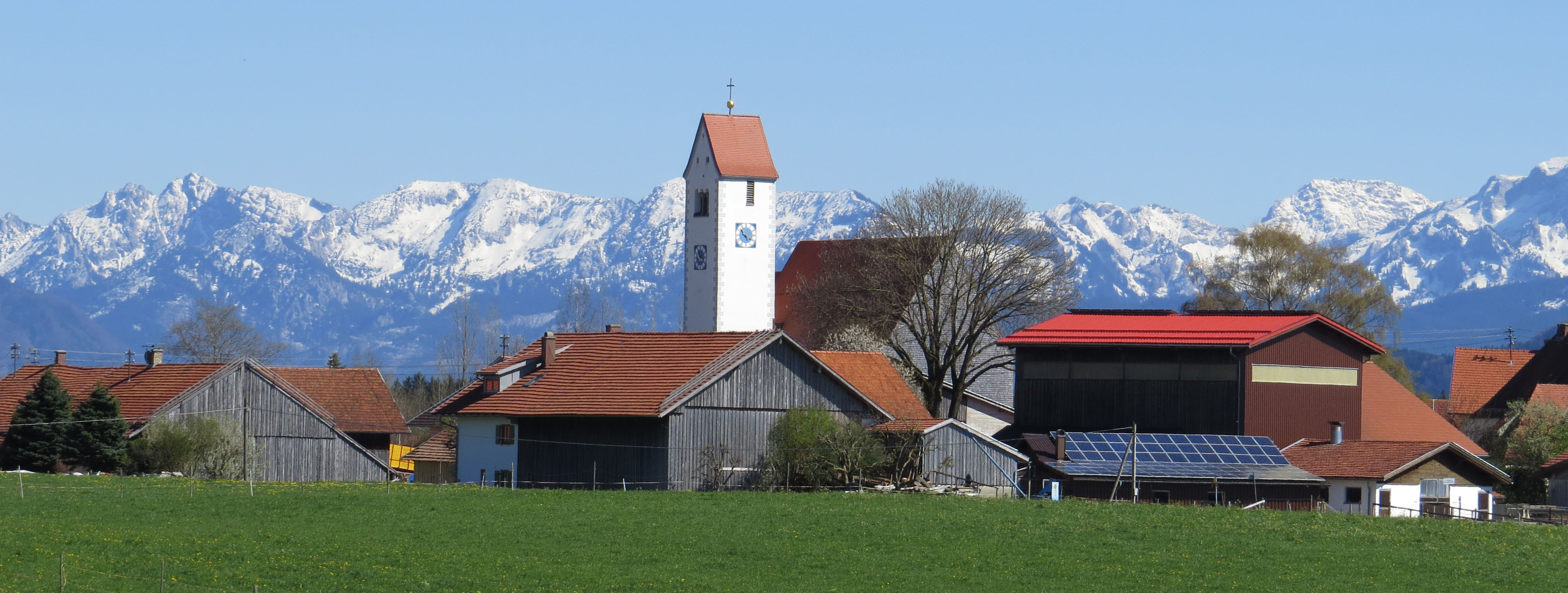
Lengenwang von Nordwesten

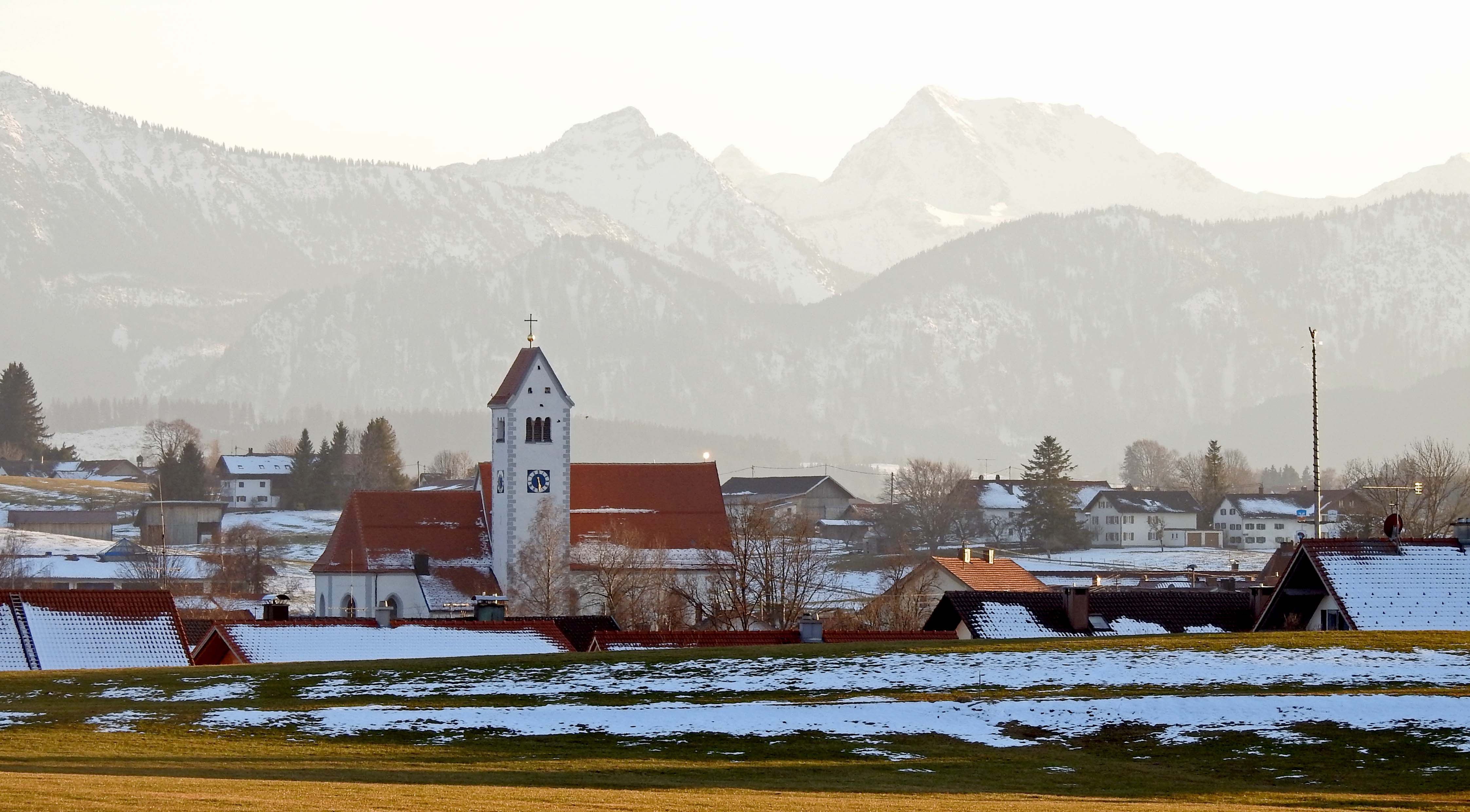
Lengenwang von Norden

Lengenwang ist eine Gemeinde im schwäbischen Landkreis Ostallgäu.

## Geografie
Die Gemeinde liegt in der Region Allgäu in einer Höhenlage zwischen 768 (Lobach) und 865 m ü. NHN (bei Pflaubaumen). Die wichtigsten Gewässer sind die Lobach und deren Nebenflüsse Kippach und Lengenwanger Mühlbach.
Es gibt nur die Gemarkung Lengenwang.
Es gibt 15 Gemeindeteile (in Klammern ist der Siedlungstyp angegeben):
- Albisried (Dorf)
- Aleuthen (Weiler)
- Außerlengenwang (Dorf)
- Bethlehem (Einöde)
- Bichels (Dorf)
- Enisried (Dorf)
- Frödenberg (Weiler)
- Hennenschwang (Dorf)
- Lengenwang (Pfarrdorf)
- Luttenried (Weiler)
- Pflaubaumen (Weiler)
- Reuthe (Dorf)
- Ried (Dorf)
- Sigratsbold (Weiler)
- Weg (Weiler)

Bethlehem ist erst seit dem 8. Februar 2001 ein amtlich benannter Gemeindeteil, vorher war dieser Teil von Ried.

## Geschichte

### Bis zur Gemeindegründung
Die erste Erwähnung der spätmittelalterlichen Rodungssiedlung datiert von 1386 als „Lengewank“. Der Ort gehörte den Freiherren von Freyberg bzw. dem Hochstift Augsburg. Die Rechte der verschiedenen Rechtsträger waren hier stark gemischt und fielen zu verschiedenen Zeitpunkten an Bayern: 1803 vom Hochstift, 1805 von Österreich (für Hohenfreyberg), 1806 von den Freiherren von Freyberg. Im Zuge der Verwaltungsreformen im Königreich Bayern entstand mit dem Gemeindeedikt von 1818 die heutige Gemeinde.

### Kreiszugehörigkeit
Bis 1879 gehörte Lengenwang zum Landkreis Füssen, danach bis zur Gebietsreform 1972 zum Landkreis Marktoberdorf.

### Einwohnerentwicklung
- 1970: 1131 Einwohner
- 1987: 1226 Einwohner
- 1991: 1296 Einwohner
- 1995: 1338 Einwohner
- 2000: 1330 Einwohner
- 2005: 1385 Einwohner
- 2010: 1366 Einwohner
- 2015: 1439 Einwohner
- 2020: 1512 Einwohner

Zwischen 1988 und 2018 wuchs die Gemeinde von 1246 auf 1459 um 213 Einwohner bzw. um 17,1 %.

## Politik

### Bürgermeister
Berufsmäßiger Erster Bürgermeister ist Albert Schreyer junior (Lengenwanger Liste). Dieser ist seit 1. Mai 2020 im Amt. Bei der Bürgermeisterwahl 2020 wurde er im ersten Wahlgang mit einem Stimmenanteil von 51,5 % gewählt.  Sein Vorgänger Josef Keller war seit 2008 im Amt, dessen Vorgänger war Lorenz Fischer (Freie Wählergemeinschaft).

### Gemeinderat
Der Rat der Gemeinde Lengenwang besteht aus 12 Mitgliedern, die seit der Kommunalwahl 2020 alle der Wählergemeinschaft Lengenwang angehören.

### Verwaltung
Die Gemeinde ist Mitglied der Verwaltungsgemeinschaft Seeg.

### Wappen
| Wappen Gde. Lengenwang | Blasonierung: „Über goldenem Schildfuß, darin drei zwei zu eins gestellte blaue Kugeln, in Rot ein goldener Pfahl, überdeckt von einem schräg gekreuzten silbernen Beil und einer silbernen Feder.“ |
| Wappen Gde. Lengenwang | Wappenbegründung: Das Wappen nimmt Bezug auf drei wichtige Herrschaftsinhaber im Gemeindegebiet: Die drei Kugeln sind dem Wappen der Herren von Freyberg-Eisenberg entnommen. Weite Teile der Gemeinde gehörten zu ihrer einstigen Herrschaft. Die Farben Rot und Silber sind die Farben des Hochstifts Augsburg und erinnern an dessen Herrschaft im Gemeindegebiet. Der Pfahl weist auf die Markgrafschaft Burgau hin als ehemaligen Landesherren. Das Beil als Attribut des heiligen Wolfgang repräsentiert die Pfarrkirche in Lengenwang. Die Feder steht redend für das Federspielmoos, ein einzigartiges Naturschutzgebiet in der Gemeindeflur. Dieses Wappen wird seit 1984 geführt. |

## Baudenkmäler / Sehenswertes

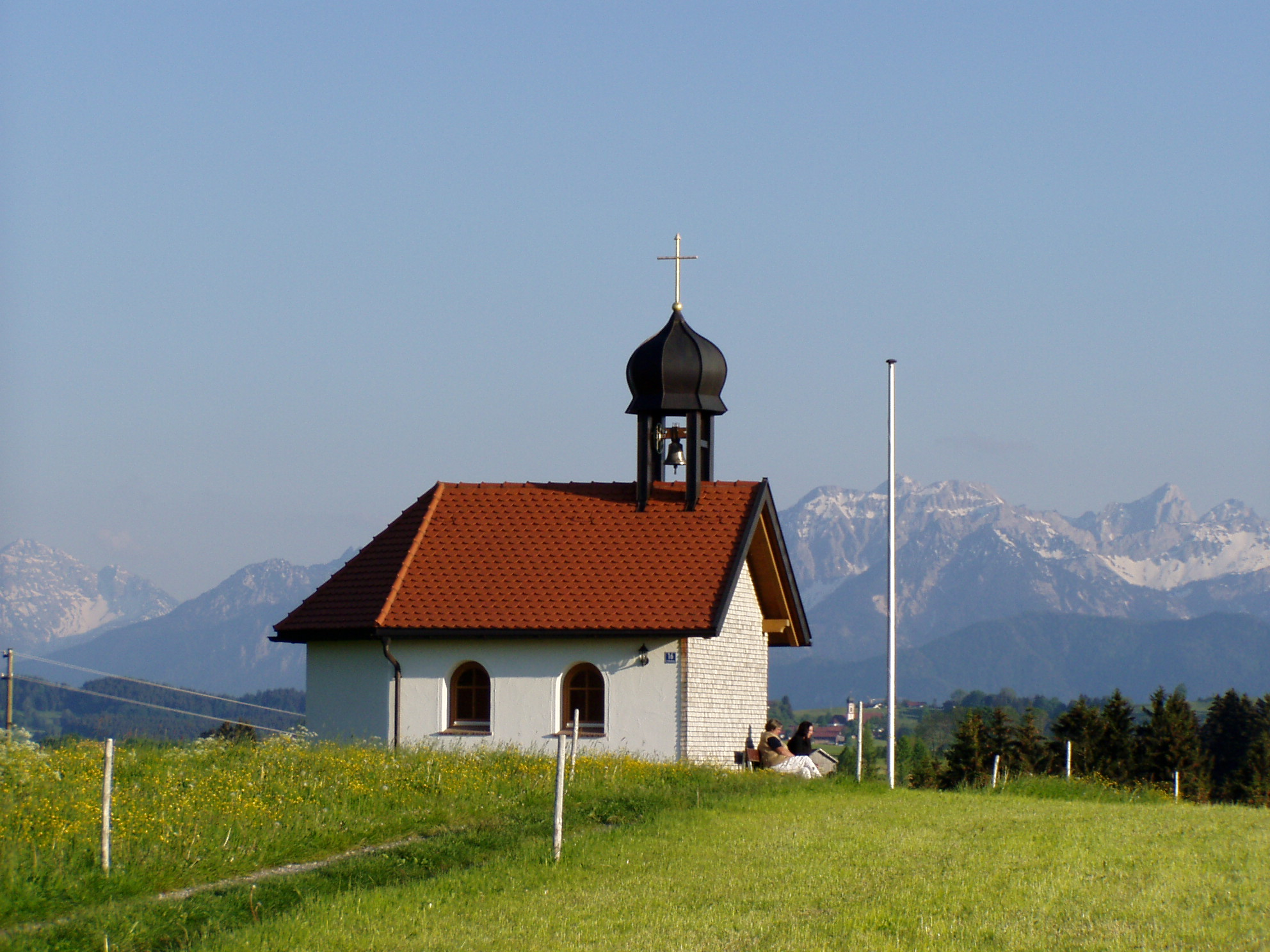
Kapelle in Frödenberg (2004)

In der Gemeinde Lengenwang gibt es zehn gelistete Baudenkmäler.
Lengenwanger Kapellenweg: ein 21 km langer Themenrundweg zu 11 Kapellen.

## Wirtschaft und Infrastruktur

### Wirtschaft einschließlich Land- und Forstwirtschaft
Im Jahr 2021 gab es nach der amtlichen Statistik im Bereich der Land- und Forstwirtschaft 6 und im produzierenden Gewerbe 408 sozialversicherungspflichtig Beschäftigte am Arbeitsort. In sonstigen Wirtschaftsbereichen waren am Arbeitsort 81 Personen sozialversicherungspflichtig beschäftigt. Sozialversicherungspflichtig Beschäftigte am Wohnort gab es 656. Im verarbeitenden Gewerbe (sowie Bergbau und Gewinnung von Steinen und Erden) gab es zwei, im Bauhauptgewerbe fünf Betriebe. 2020 bestanden zudem 61 landwirtschaftliche Betriebe mit einer landwirtschaftlich genutzten Fläche von 1624 ha, die komplett als Dauergrünfläche genutzt wurde.

### Verkehr

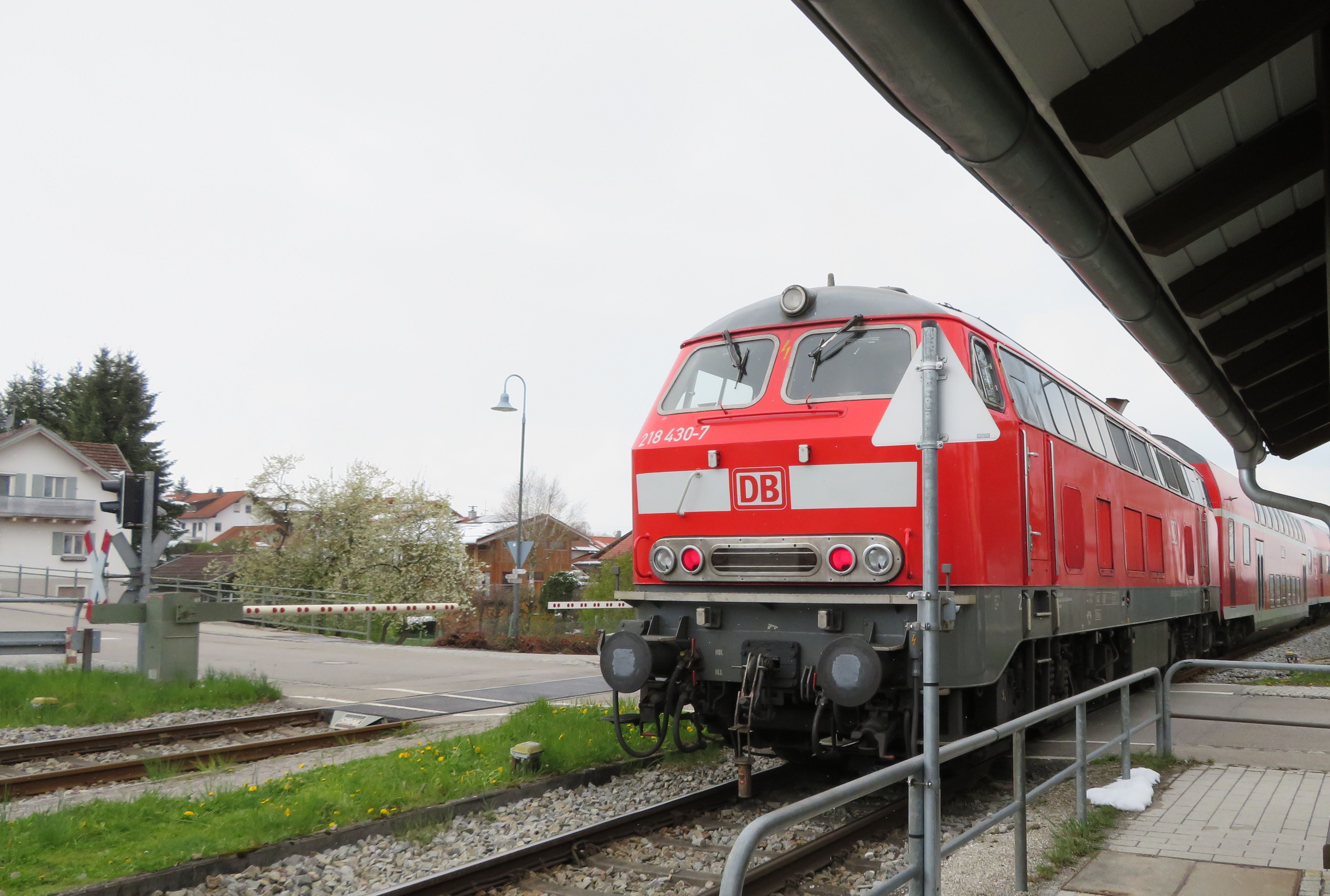
Ein Zug im Bahnhof Lengenwang

Lengenwang hat einen Bahnhof an der Bahnstrecke Marktoberdorf–Füssen. Es bestehen Verbindungen nach Augsburg sowie München.

### Bildung
Im Jahr 2022 besuchten 61 Kinder den örtlichen Kindergarten (62 Plätze). Die Volksschule zählte vier Lehrer und 58 Schüler.

### Wasserversorgung
Die Grundwasserentnahme für die gemeindliche Wasserversorgung erfolgt nördlich des Ortsteils Luttenried und wird durch ein ca. 43 ha großes Wasserschutzgebiet geschützt. 
Die Ortsteile Enisried, Aleuthen und Albatsried (Gemeinde Seeg) werden durch Wasserbeschaffungsverbände versorgt.

## Bilder

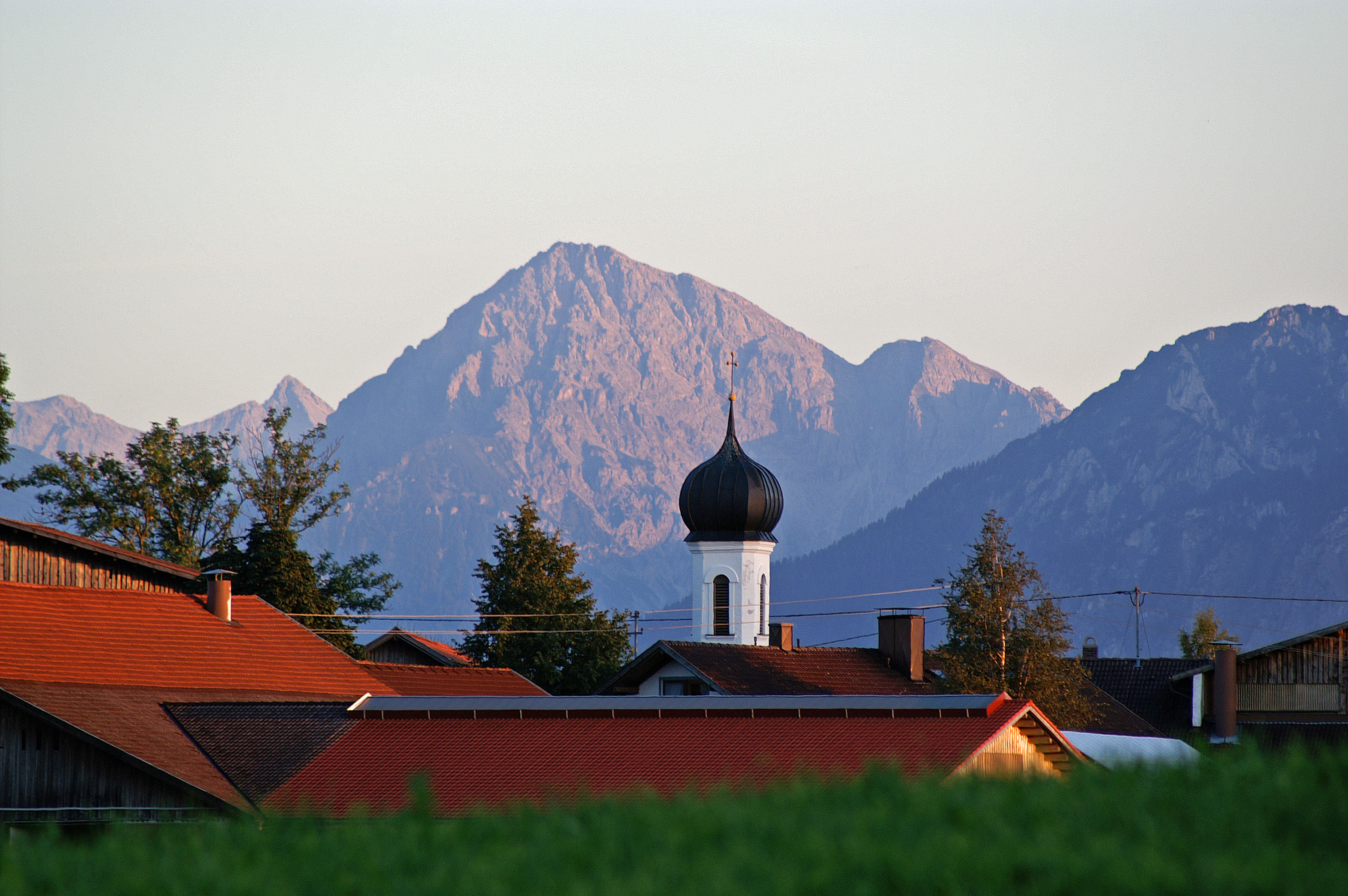
Enisried
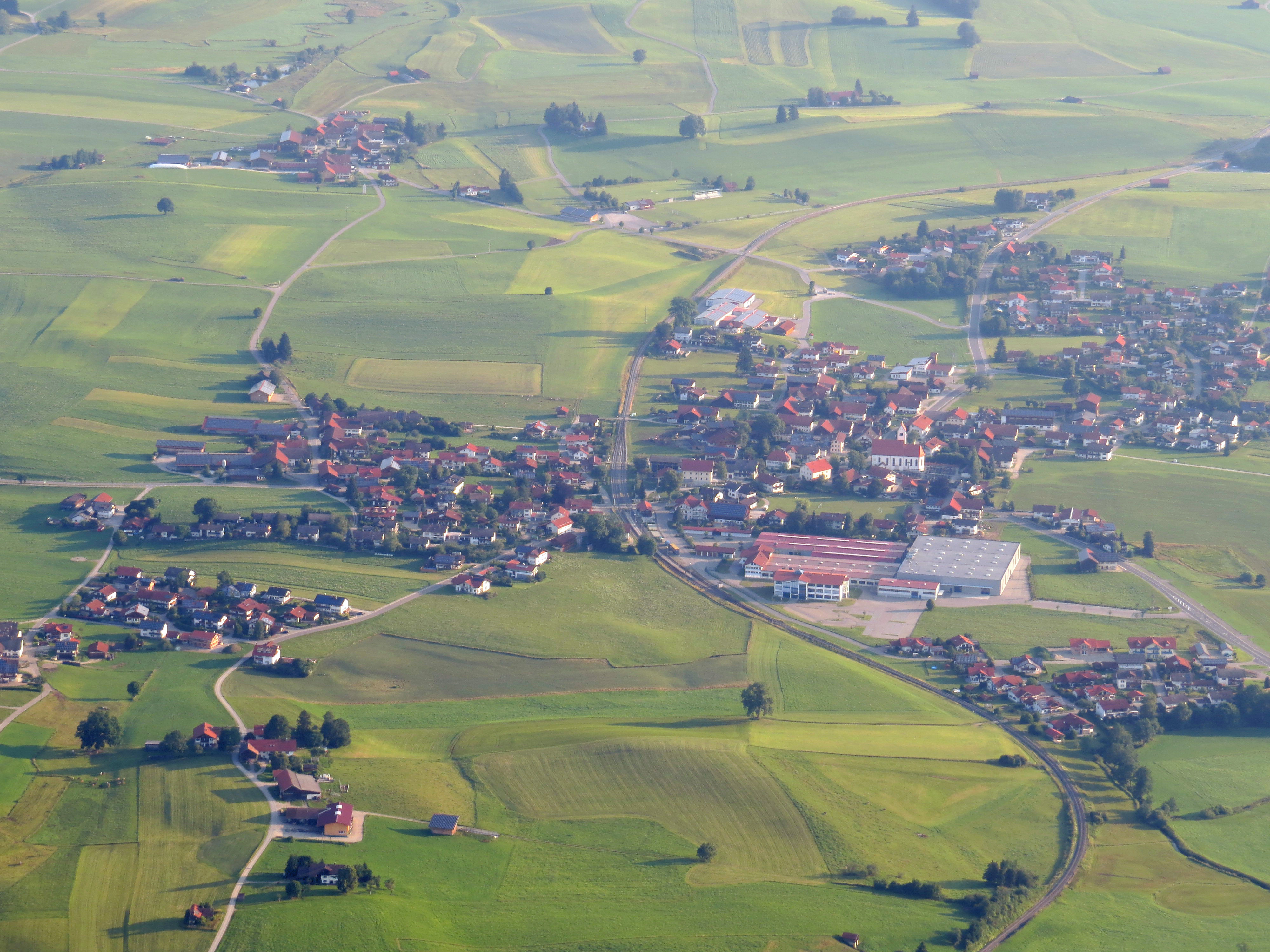
Lengenwang von oben
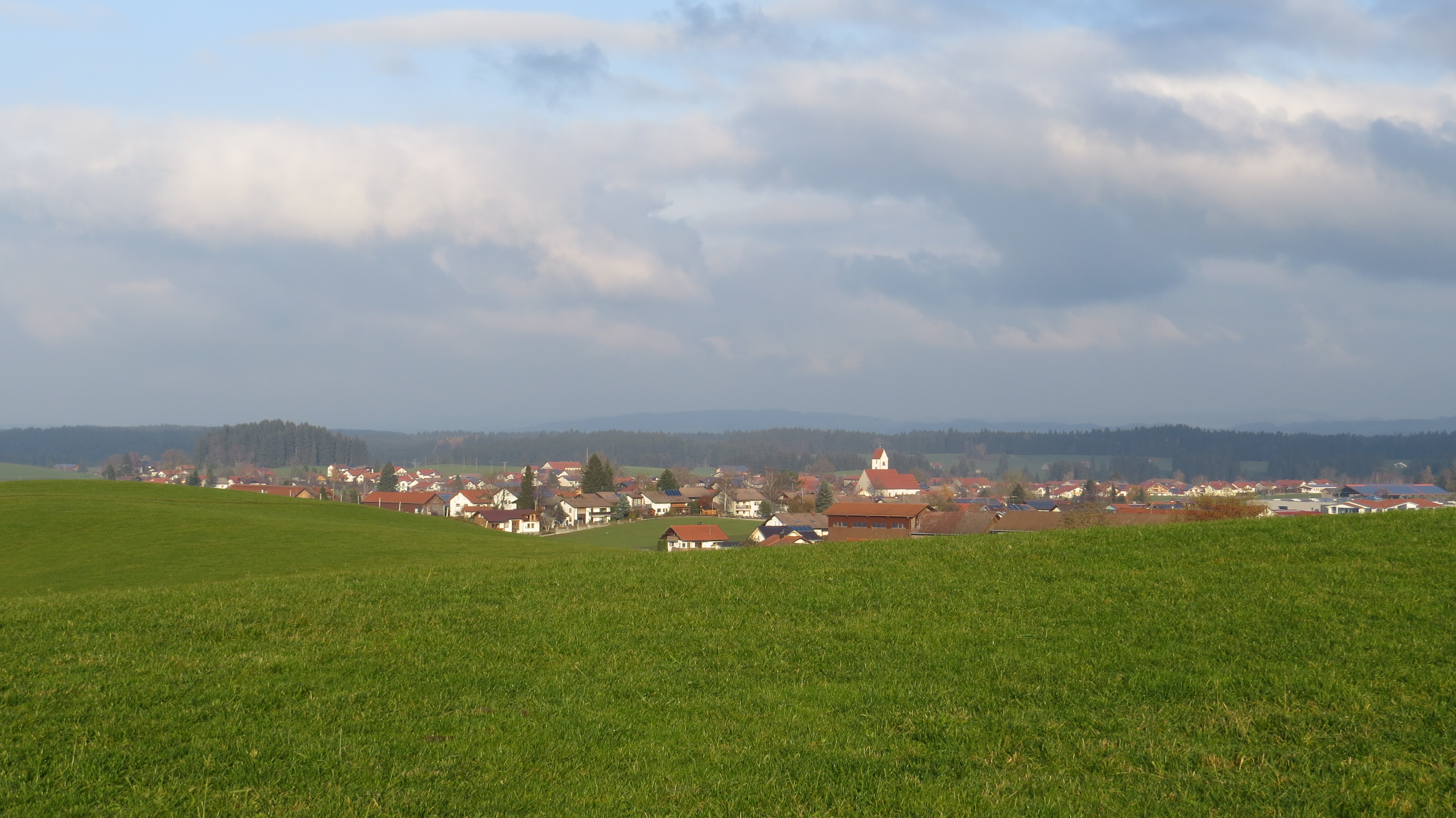
Lengenwang von Süden
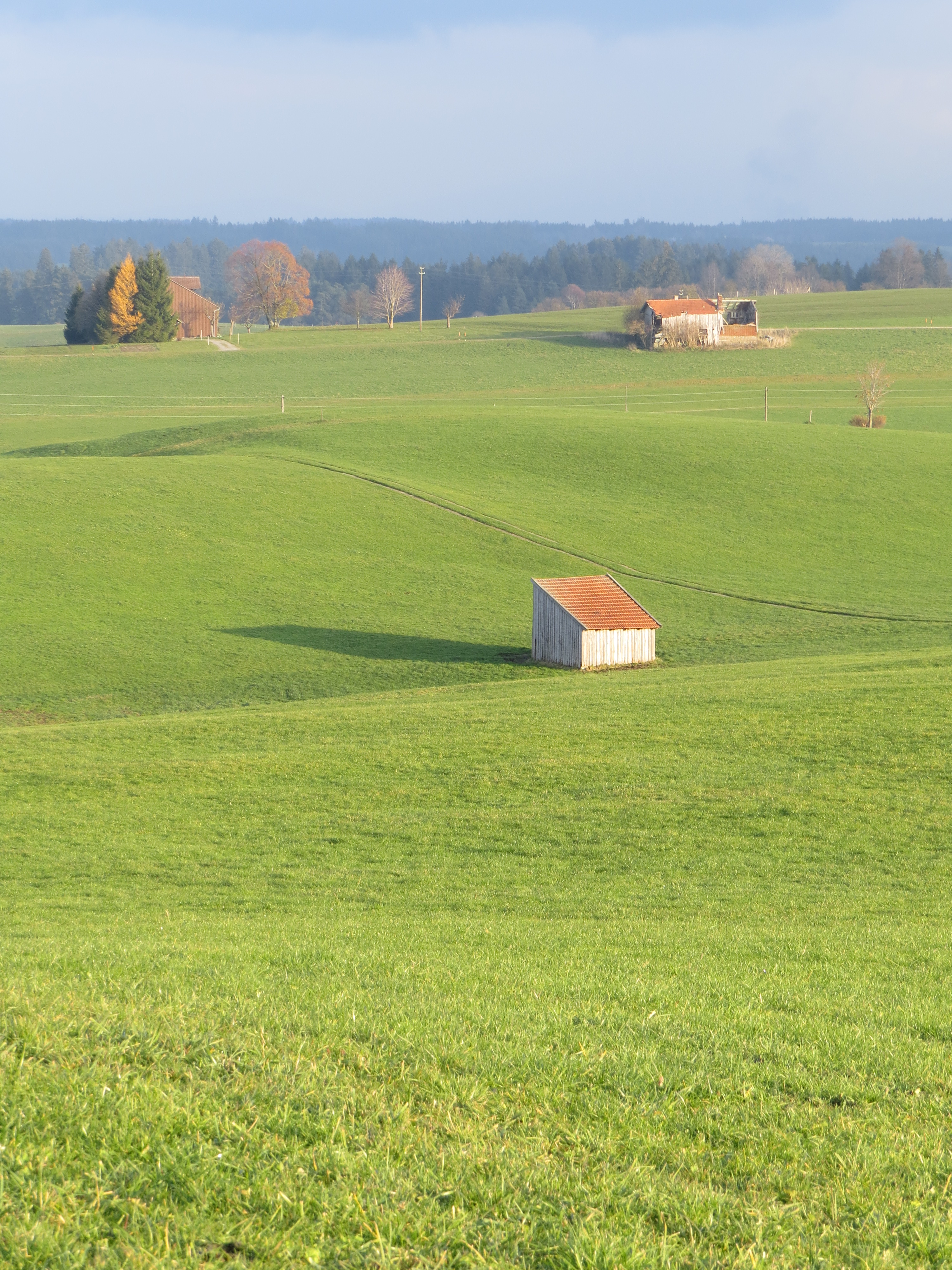
Landschaft bei Lengenwang